# Ilustración política en Italia
El siglo XVIII muestra una península itálica dividida en diversos Estados, con una generalizada decadencia económica y un grave retraso social. Los intelectuales de la Ilustración analizaron las causas de la decadencia e intentaron proponer proyectos de reformas, pero los gobernantes no pudieron o no supieron adaptar sus Estados para sacarlos de la situación de estancamiento.

## El movimiento reformista
En torno a mediados del siglo XVIII, coincidiendo la recuperación económica, el programa de Catolicismo ilustrado de Muratori (1672–1750) reflejado en su libro Della pubblica felicità, y un recobrado interés por las ciencias naturales, economía política y agronomía, produjeron los primeros atisbos de reformas dirigidos por las dinastías reinantes de Habsburgo, en el norte de la península, y de Borbon, en el sur.

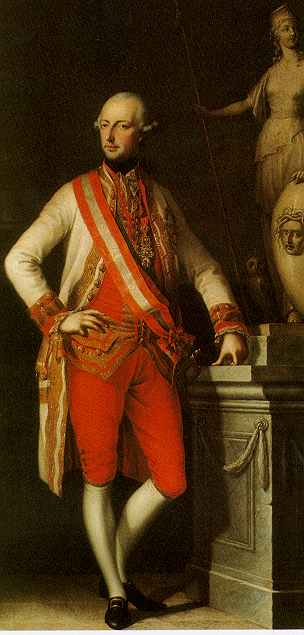
La política reformista de despotismo ilustrado impulsada por el emperador José II se denomina josefinismo.

En Milán gobernado por los Habsburgo, Gian Luca Pallavicini y sus sucesores Beltrame Cristiani y Pompeo Neri reorganizaron la administración gubernamental y de las finanzas, establecieron un catastro siguiendo principios objetivos de justicia fiscal y racionalización administrativa, lo que modernizó el sistema fiscal, incrementó la productividad, y centralizó el control de los ingresos. El conde Carlos de Firmiano de Trento prosiguió estas reformas en la administración política, en el sistema judicial, en las relaciones con la Iglesia, y en la política educativa. El gobierno de José II sustituyó los órganos políticos y judiciales en manos de la aristocracia milanesa por otros modernos como las intendencias provinciales, también redujo el poder de la Iglesia y su programa de reforma educativa contempló el establecimiento de escuelas públicas de educación primaria, y la reforma de la Escuela Palatina de Milán y de la universidad de Pavía. Sin embargo, tales reformas, tuvieron pocas consecuencias a largo plazo ante la oposición de los nobles, los administradores locales, los terratenientes aristocráticos, magistrados, miembros del clero, e incluso los intelectuales de la Ilustración, que temían nuevo autoritarismo del soberano, todos los cuales obstaculizaron las reformas. El emperador Leopoldo II en conflicto con la Revolución Francesa, finalmente no pudo vencer esta resistencia a las reformas.
En el gran ducado de Toscana, también gobernado por los Habsburgo, el conde Emmanuel de Richecour siguió las líneas de la reforma milanesa para restablecer los ingresos, reorganizar magistraturas para frenar la corrupción, controlar a la nobleza, y moderar la influencia de la Iglesia. El gran duque Pedro Leopoldo dirigió una reforma agraria basada en soluciones fisiocráticas, así confirmó el libre comercio del grano, suprimió las guildas artesanales, y también los aranceles internos. También las reformas del Pedro Leopoldo supusieron la transformación del sistema burocrático y administrativo, el ataque a la propiedad de la Iglesia y sus prerrogativas, la revisión del sistema judicial, y la promulgación de un nuevo código penal en 1786, el primero en Europa en suprimir la pena capital, aunque fue restituida en 1790. Sin embargo, tras la elección como emperador en 1790, el nuevo gran duque Fernando III tuvo que hacer frente a clérigos y funcionarios en contra de las reformas. 

Italia en 1796.

El movimiento reformista también se impregnó al ducado de Módena, donde Gherardo Rangone y Agostino Paradisi introdujeron las ideas enciclopedistas y fisiocráticas, que se manifestaron con la reforma de la universidad, y un plan de revisión del sistema fiscal, pero de nuevo los intereses locales eran demasiado poderosos como para llevar a cabo la adopción de medidas como las de Toscana. En el ducado borbónico de Parma, el movimiento reformista fue todavía más aparente que real, el ministro Guillaume du Tillot en Parma trató del ducado un centro cosmopolita de la Ilustración, y se emprendieron movimientos de reforma administrativa, en especial de las finanzas, para cubrir la necesidad de dinero del gobierno y no tanto para estimular la economía, con lo que se mantuvieron los aranceles proteccionistas y los gremios, y la rechazó la libertad de grano. En un territorio tan pequeño dividido entre la rivalidad de Parma y Reggio, la fortaleza de la nobleza y la Iglesia, resentidos contra lo francés, y la tradicional autonomía de las comunas, Du Tillot poco podía hacer, aunque tampoco intentó reformas radicales. Su decreto contra las manos muertas fue excusa para que el papa Clemente XIII intentara aseverar su autoridad como pretendido suzerano, el monitorio de Parma (1768), focalizó la oposición del los soberanos de la Casa de Borbón, y finalmente obtuvieron la disolución de la Compañía de Jesús en 1773 siendo Papa Clemente XIV. 
Si el movimiento reformista había florecido en Milán y Toscana, y se había impregnado a Módena y Parma, no se desarrolló ni en el ducado de Saboya ni en la república genovesa. El duque Carlos Manuel III de Saboya (y rey de Cerdeña) y su ministro Bogino emprendieron reformas para fortalecer el Estado pero aherrojando a los intelectuales En Génova, se difundieron las ideas ilustradas pero sus intereses intelectuales cosmopolitas tenían poca influencia sobre la política del gobierno, la guerra con Córcega debilitó la economía genovesa, y la ausencia de territorio y recursos naturales hicieron imposible alterar la estructura financiera y económica del estado, que prosiguió en inversiones financieras en el extranjero, en actividades marítimas y en impuestos sobre el consumo.

## Crisis del despotismo ilustrado

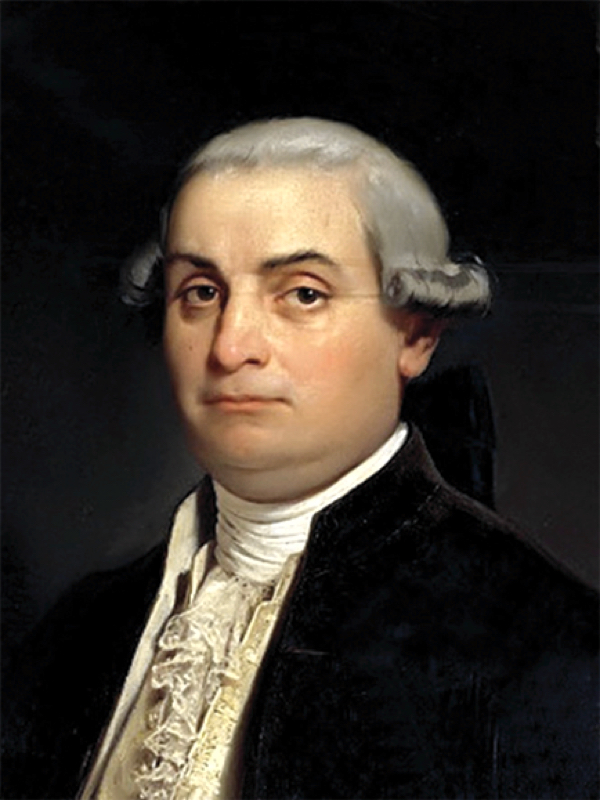
Cesare Beccaria, teórico del movimiento de reforma.

En las décadas de 1780 y 1790, la colaboración entre los gobernantes y los intelectuales se fue extinguiendo, ya que el movimiento reformista ilustrado, basado en la secularización y en la racionalización científica, tuvo que enfrentarse a la hostilidad de los grupos privilegiados, la aristocracia y el clero, que controlaban extensas tierras y riqueza, y la administración, ý también se enfrentó a un fosilizado sistema económico que no apoyaba ni el comercio ni la industria; pero también la política dinástica del soberano que exigía fondos inmediatos, el aislamiento de los ministros reformistas, y el respeto por la validez de ciertos títulos y privilegios históricos, mermaron el impacto de las reformas. 
Aunque las reformas tuvieron más éxito en el campo administrativo y fiscal, y sobre todo en despojar a la Iglesia de su privilegios económicos, jurídicos y culturales; este movimiento de reforma desde arriba, estaba desconectado de las preocupaciones y penalidades diarias de una sociedad desigual. El incremento de jornaleros, la extensión de la mendicidad, las migraciones, y el crecimiento de los robos, no habían sido podido ser frenados por el movimiento reformista. Así pues, durante la carestía de 1764-1766, una mayor demanda de grano, el alza de precios, y una población creciente, las consecuencias de las reformas provocaron acentuar unas condiciones miserables de vida para las masas campesinas y urbanas. 

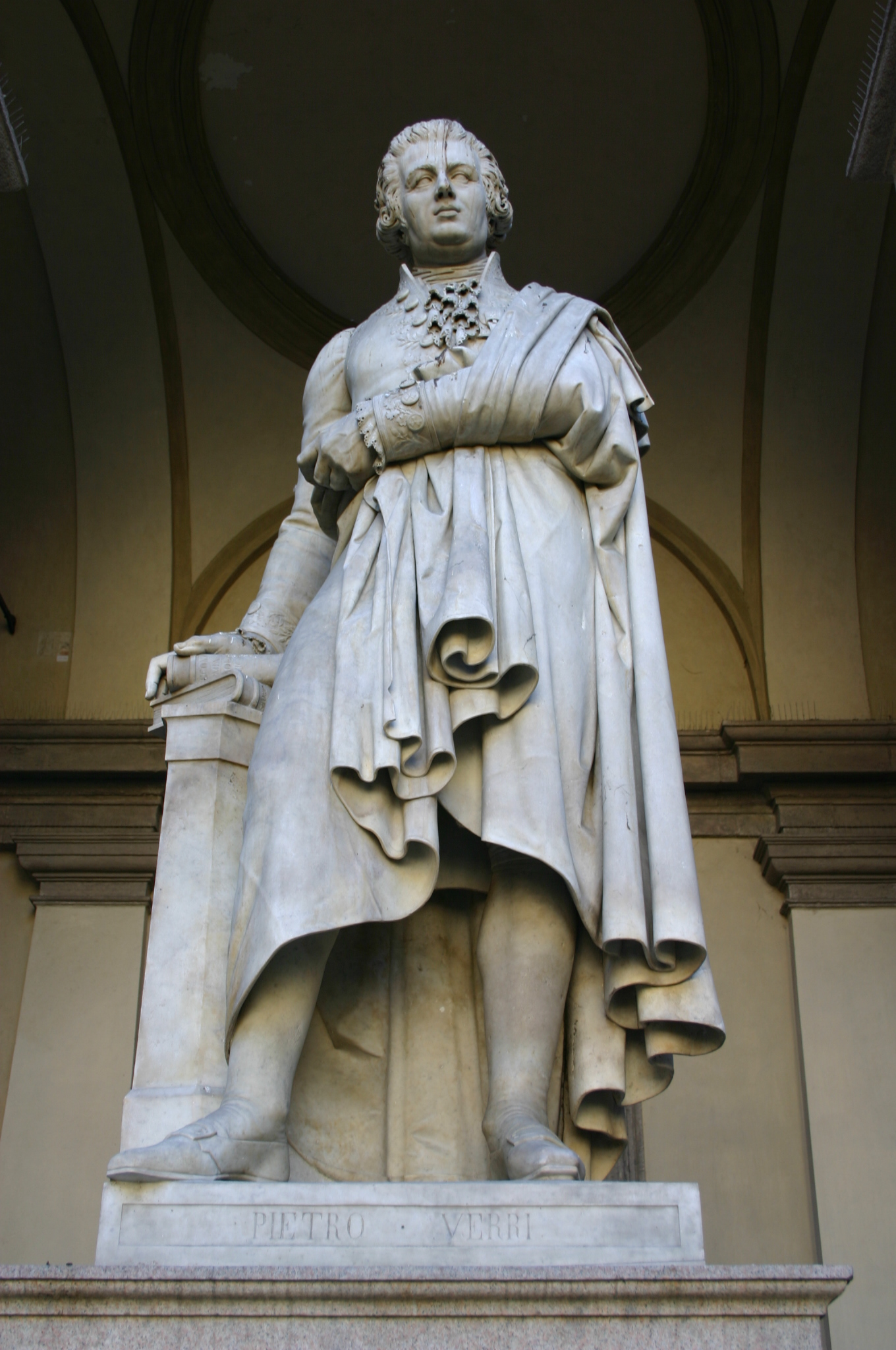
Pietro Verri, teórico del movimiento de reforma.

Ante el declive y el desengaño por el movimiento reformista, grupos de burgueses, como terratenientes y empresarios, e incluso nobles ilustrados, que habían confiado en los soberanos ilustrados y en sus reformas, pusieron sus miras en las ideas revolucionarias francesas. A pesar de que el movimiento reformista contó con un grupo de reconocidos ilustrados como Cesare Beccaria, Mario Pagano, Pietro Verri, Ferdinando Galliani, Antonio Genovesi, Domenico Grimaldi, Giacinto Dragonetti, Melchiore Delfico, o Gaetano Filangieri; lo que faltaba en los Estados italianos no eran pues, ideas progresistas, sino iniciativa política para llevarlas a cabo, y medios para ponerlas en marcha. De este modo las sociedades científicas y agrarias fueron desplazadas como centros de discusión política por logias masónicas. La Masonería se difundió en Italia durante las décadas de 1770 y 1780, ofreciendo una combinación de fe en el príncipe, progreso gradual del racionalismo e Ilustración, y se mantuvieron vigentes los ideales de libertad y de igualdad, pero hacia finales de 1780 fueron influenciados por las ideas de los Illuminati bávaros. Las logias masónicas fueron reconocidas como instituciones efectivas para la difusión de las ideas ilustradas, pero la difusión de la masonería cambió el debate abierto por reuniones secretas. La red masónica se diseminó rápidamente adquiriendo una fisionomía revolucionaria, y el jacobinismo se difundió por los Estados italianos a través de las logias masónicas, algunas de las cuales se transformaron ellas mismas en clubs revolucionarios. El jansenismo también promovió el jacobinismo, oponiéndose al dominio temporal de la Iglesia, y al énfasis en principios de igualdad y fraternidad.

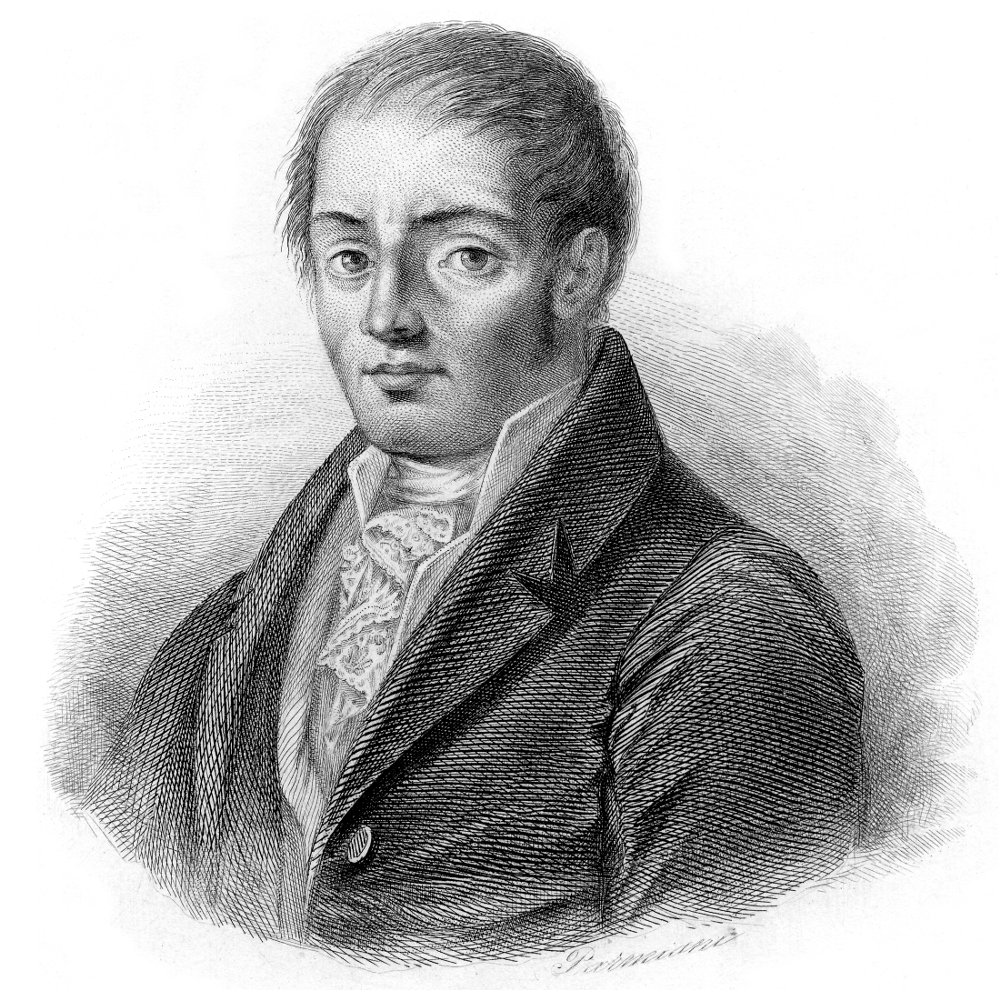
Mario Pagano, teórico del movimiento de reforma y revolucionario filo-jacobino.

Las ideas revolucionarias francesas estuvieron favorecidas en Italia por una clase media anticlerical ya empapada de la Ilustración, la existencia de una nobleza que compartía las aspiraciones políticas de la clase media, el resentimiento contra las dinastías extranjeras, y de una masa de campesinos descontentos y en embullición. Además, la prensa, aunque no era libre para criticar al gobierno del territorio, sí lo era para informar de los eventos fuera de las fronteras, en especial los provenientes de Francia, a la que se añadió la difusión clandestina de escritos revolucionarios. Durante la breve ocupación francesa de Livorno en 1795, los agentes franceses impulsaron la difusión de clubs conspiratorios y sociedades patrióticas a lo largo de Italia, pero su composición era urbana, y dependiente de apoyo francés para lograr cualquier cambio político. 
El sistema legal y administrativo de la Francia revolucionaria fue visto como el modelo que venía a solucionar las quejas y disputas contra las élites tradicionales. La diferencia fundamental entre los revolucionarios moderados y radicales estribaba en la concepción diferente acerca del concepto de democracia, así por ejemplo la igualdad podía estar restringida a la igualdad ante la ley para los moderados, o ser expandida a la igualdad social y económica para los jacobinos.
Pero los gobiernos italianos se opusieron con una rigurosa represión a las ideas revolucionarias francesas como amenaza potencial a su estabilidad, así que el reformismo llegó a su fin de forma abrupta, con ejemplos como persecuciones de fransmasones y jansenitas. En el Milanesado, la política antirrevolucionaria del nuevo emperador Francisco II restauró la policía secreta y se restringieron los cargos al patriciado, dejando a los ilustrados que apoyaban los principios de reforma progresiva y de gobierno constitucional con las esperanzas puestas en la intervención francesa. En Toscana, que había sido el modelo del Estado ilustrado, con una economía liberalizada, humanización del sistema criminal, burocracia eficiente, y censura clesiástica suprimida, pudo mantener una política más tolerante en época del gran duque Fernando III, pero las revueltas de 1790 que siguieron a la partida de Pedro Leopoldo para tomar posesión del Imperio, condujo al abandono de las reformas jansenitas, a reintroducir controles sobre el comercio del grano y se restauró la pena de muerte, y ante la república francesa mantuvo una posición neutral, siendo el primer Estado en reconocer el gobierno republicano. 

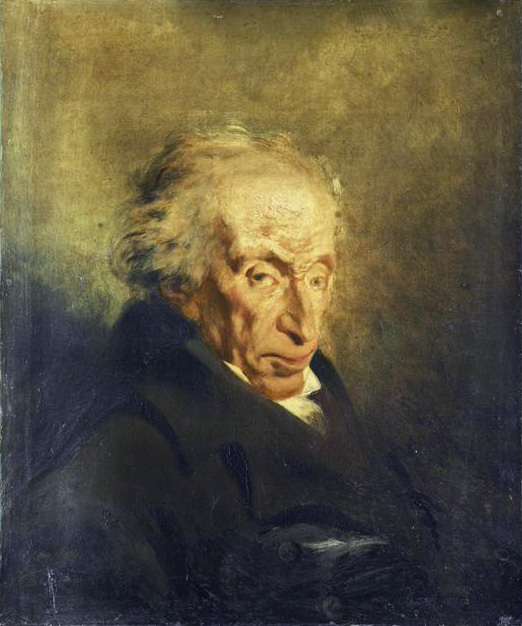
Filippo Buonarroti, revolucionario jacobino.

El reino de Cerdeña había quedado al margen del movimiento reformista. Su soberano había fortalecido su poder frente a la aristocracia, y la burguesía era profundamente hostil a este gobierno autocrático. Dado que sus fronteras lindaban con Francia, los territorios del soberano de la Casa de Saboya eran un punto sensible a las ideas revolucionarias, y se llevó a cabo una dura represión, como la supresión de todo coloquio público. En 1789, en Saboya, los campesinos manumitidos rechazaron pagar compensación alguna a sus señores, y después en Piamonte, campesinos en revuelta por la reforma agraria se proclamaron ciudadanos franceses, y una conjura para deponer al rey, descubierta en 1794 causó una huida de refugiados buscando asilo en Francia. Uno de estos emigrados, Filippo Buonarroti, sirvió como comisario en la ciudad de Oneglia, capturada por los franceses en 1794, allí Buonarroti estableció una constitución republicana de corte jabobino que finalizó con la caída de Robespierre. En Francia trató de favorecer la intervención francesas en Italia, junto con su mentor Gracchus Babeuf.
Estos emigrados italianos en Francia se mantuvieron activos preparando el terreno para una intervención francesa en la península. Y cuando se produjo la invasión francesa en la primavera de 1796, las tropas se encontraron un terreno abonado para las ideas y prácticas de su país natal.